# Juan Nepomuceno
Juan D. Nepomuceno (Angeles, 8 maart 1892 - 22 april 1973) was een Filipijns politicus, ondernemer en oprichter van de Holy Angel University in Angeles.

## Biografie
Juan Nepomuceno werd geboren op 8 maart 1892 in Angeles. Zijn ouders waren Juan Nepomuceno sr., een afgevaardigde op het Malolos Congres, en diens tweede vrouw Aurea Paras. Nepomuceno zou eigenlijk priester worden bij de jezuïeten, maar zag hier wegens gezondheidsproblemen van af. Later studeerde hij rechten aan de Santo Tomas University, waar hij in 1918 zijn bachelor-diploma behaalde. Ook slaagde hij datzelfde jaar voor het toelatingsexamen van de Filipijnse balie. Na zijn afstuderen was hij enige tijd werkzaam als advocaat. In 1921 begon hij samen met zijn vrouw de Angeles Ice Plant (later Teresa Ice Plant) en 2 jaar later de Angeles Electric Light and Power Plant, die Angeles van stroom voorzag. In 1928 volgde het bedrijf Reina and Aurora Softdrinks.
Naast zijn werk als directeur was Nepomuceno ook burgemeester van Angeles van 1922 tot 1928. In 1922 werd Nepomuceno voor de eerste keer gekozen als burgemeester van de plaats, waarna hij in 1925 werd herkozen. Later werd hij nog gekozen als afgevaardigde op de Constitutionele Conventie, waar de basis voor de Filipijnse Grondwet van 1935 werd gelegd. In 1933 richtte Juan Nepomuceno in samenwerking met Msgr. Pedro Songco Santos de Holy Angel Academy in Angeles op. In eerste instantie richtte deze katholieke onderwijsinstelling zich op middelbaar onderwijs. Tegenwoordig biedt de Holy Angel University ook tertiair onderwijs.
Na de Tweede Wereldoorlog en een brand lagen hun bedrijven in puin. De frisdrankfabriek werd niet opnieuw opgebouwd, maar de elektriciteitcentrale wel. En ook de school werd weer heropend. In 1965 ontwikkelde de familie Nepomuceno op een stuk landbouw grond van 64 hectare een residentieel gebied dat Villa Teresa Subdivision werd genoemd. Drie jaar later begonnen ze er ook een winkelcentrum: Nepo Mart Commercial Complex. Nepo Mart groeide de jaren erna uit tot een groot winkelcentrum.
Nepomuceno overleed in 1973 op 81-jarige leeftijd. Hij was van 1919 tot haar overlijden in 1970, getrouwd met Teresa Gomez. Het stel kreeg tien kinderen.